# فورد مادوکس براون
فورد مادوکس براون (انگلیسی: Ford Madox Brown; ۱۶ آوریل ۱۸۲۱ – ۶ اکتبر ۱۸۹۳) نقاش فرانسوی‌تبار اهل بریتانیا بود که به خاطر سبک متمایز گرافیکی و هوگارتی‌اش در نقاشی پیشارافائلی مشهور است. مهم‌ترین اثرش کار نام دارد.

## نگارخانه

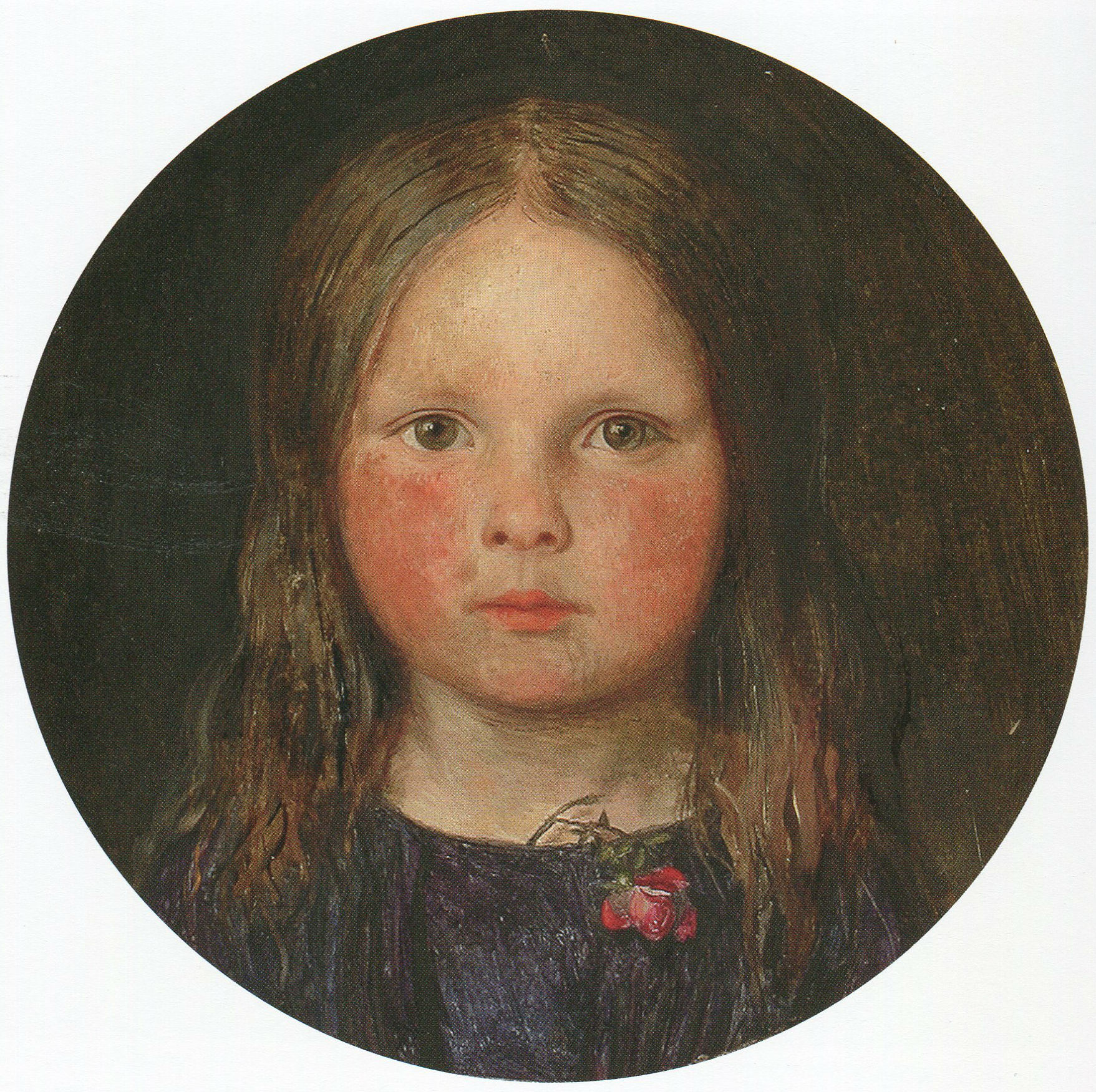
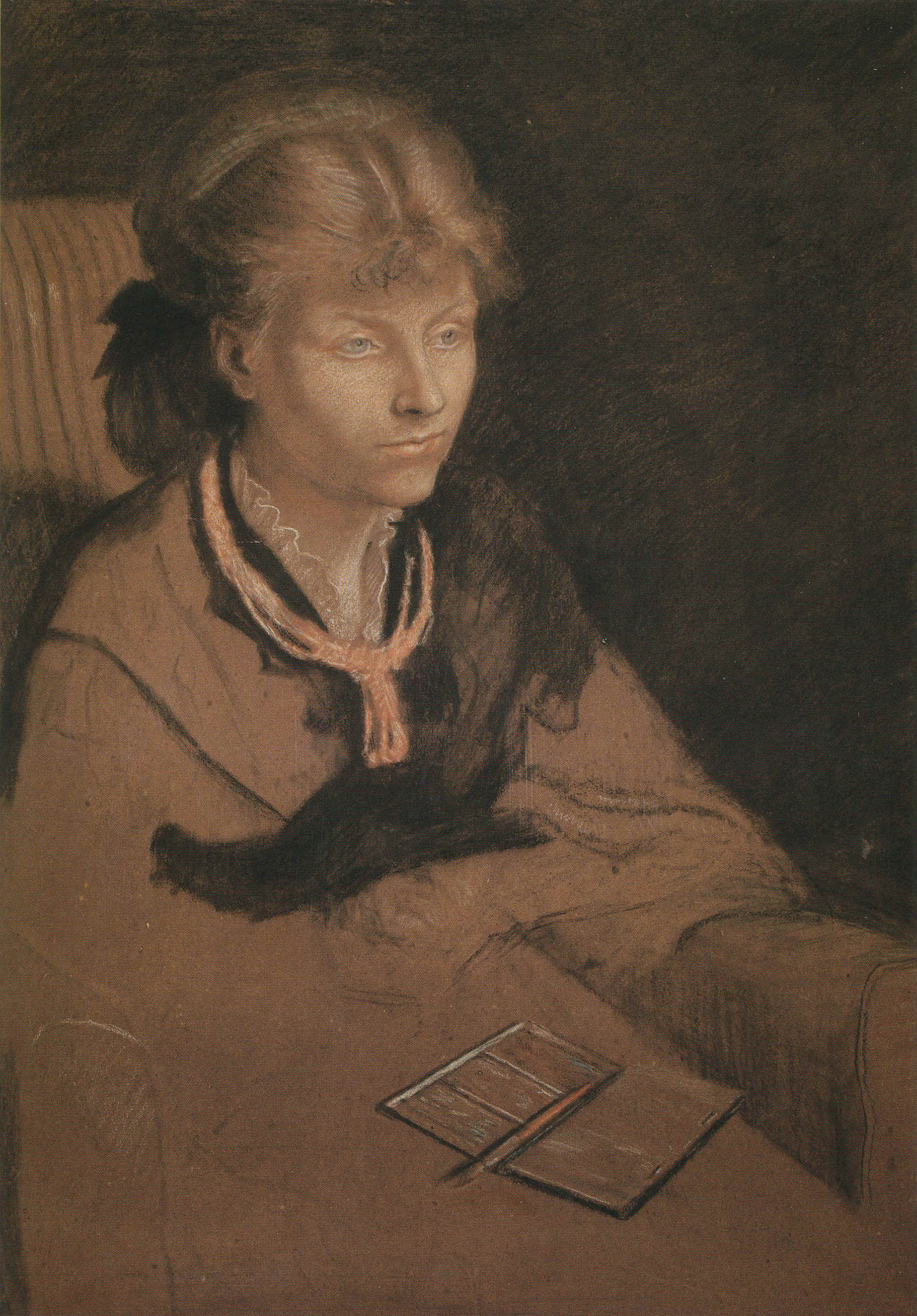
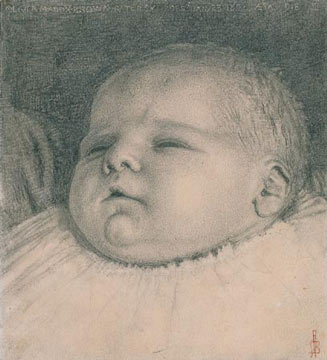
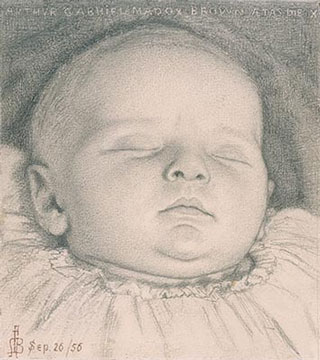
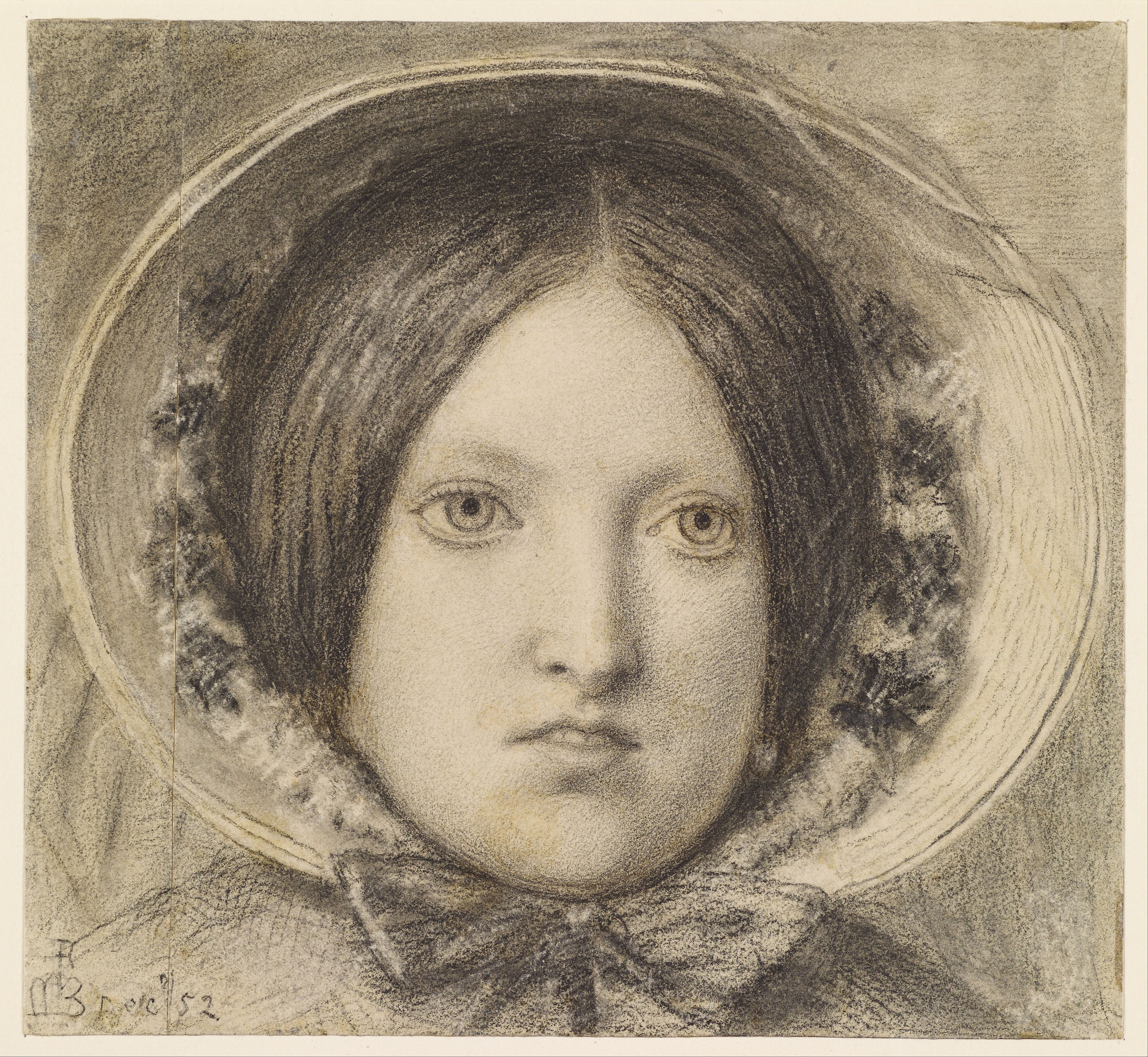
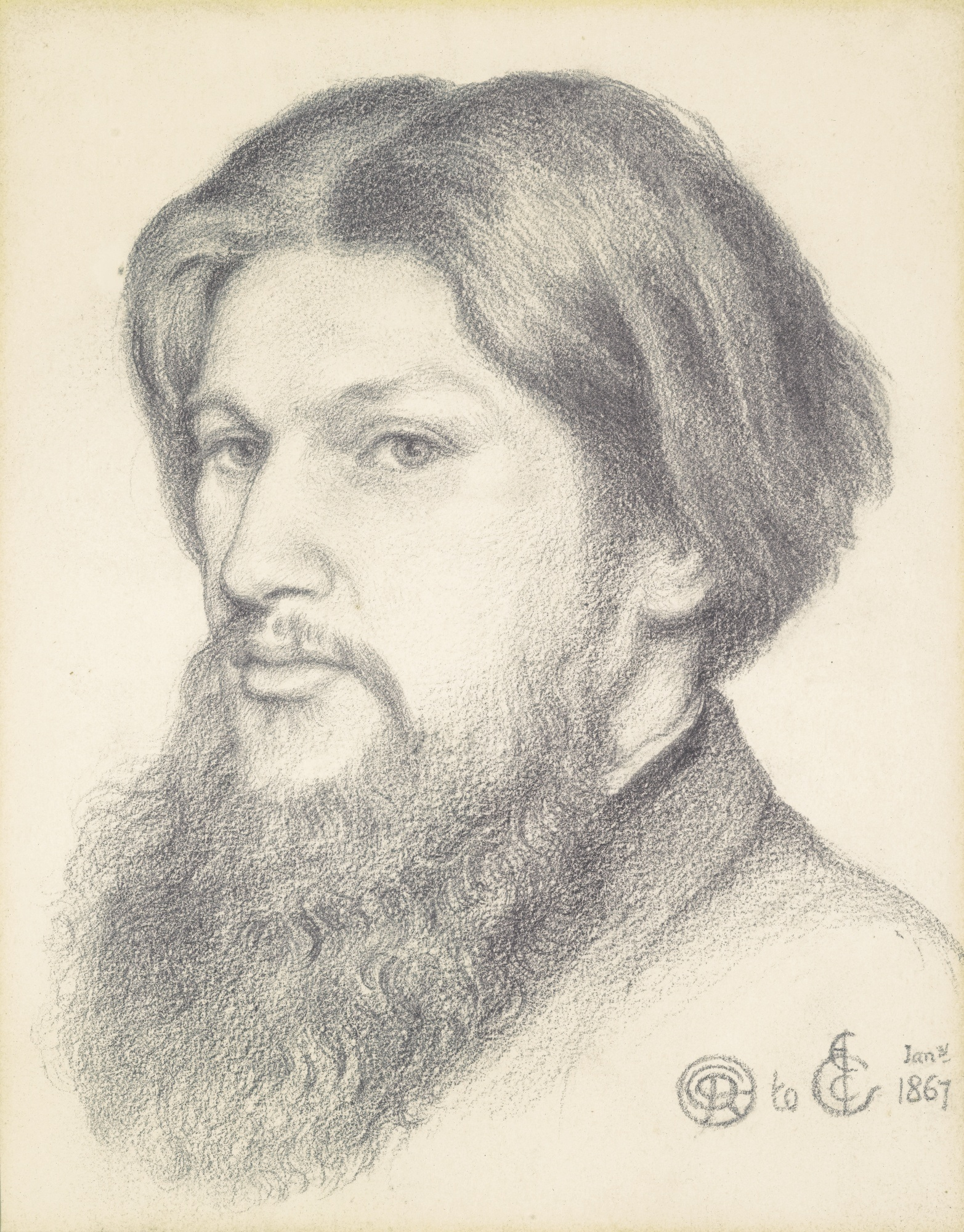